# Colmenar Viejo
Colmenar Viejo ist eine Stadt im Norden der Region Madrid.

## Geografie

### Geografische Lage
Colmenar Viejo ist an den südlichen Ausläufern der Sierra de Guadarrama gelegen, einer Bergkette, die die Autonome Region Madrid von der Autonomen Region Kastilien und León trennt.

### Nachbargemeinden
An Colmenar Viejo grenzen im Uhrzeigersinn angefangen im Norden folgende Gemeinden: Miraflores de la Sierra, Guadalix de la Sierra, Pedrezuela, San Agustín de Guadalix, Algete, San Sebastián de los Reyes, Tres Cantos, Madrid, Hoyo de Manzanares, Moralzarzal, Manzanares el Real und Soto del Real.

### Stadtgliederung
Bis 1991 gehörte der Ort Tres Cantos und somit auch das Gebiet der Universidad Autónoma de Madrid zum Gemeindegebiet.

## Bevölkerung

### Entwicklung
Im März 2009 lebten 44.155 Personen in Colmenar Viejo (+3.449 im Vergleich zum Vorjahr), davon sind 7.793 ausländische Staatsbürger.
Der Einbruch der Bevölkerung 1991 rührt von der Ausgliederung von Tres Cantos her.
2006 hatten 84,80 % der Einwohner von Colmenar Viejo die spanische Staatsbürgerschaft, 7,18 % hatten eine südamerikanische Staatsbürgerschaft, 3,03 % eine afrikanische, 2,54 % eine europäische (ohne EU), 1,36 % waren Unionsbürger, 0,56 % hatten eine zentralamerikanische oder karibische Staatsbürgerschaft, 0,34 % eine asiatische, 0,19 % eine nordamerikanisch und 0,01 % eine ozeanische.

## Geschichte
Siehe auch: Geschichte Spaniens

### Herkunft des Namens
Der Name Colmenar (Bienenhaus) Viejo (alte, der Alte) ist von Alters her mit diesem Gebiet verbunden. Nach der Legende stand dort auch ein Bienenhaus und in der Nähe wohnte ein Greis, dessen Spitzname „El Viejo“ (der Alte) war. Ganz in der Nähe führte seit spätrömischer Zeit der Weg von Alcalá de Henares nach Segovia durch, der bei den Brücken Grajal y Nuevo den Fluss Manzanares überquerte.
Die Reisenden übernachteten „beim Alten“, der seine Gebäude immer mehr erweiterte. Einige Gäste ließen sich hier dauerhaft nieder, so dass ein Weiler mit dem Namen Colmenar del Viejo (Bienenhaus des Alten) entstand. Im Laufe der Zeit wandelte sich der Name in Colmenar Viejo.

### Herkunft und Entwicklung
Archäologische Ausgrabungen belegen eine Besiedlung des Gebiets seit dem 6. Jahrhundert. Während der Reconquista von Madrid am Ende des 11. Jahrhunderts schuf Alfons VI. einen von Madrid abhängigen Gemeindeverband mit unscharf definierten Grenzen und fasste so die spärliche Besiedlung zusammen.
Diese schlecht definierten Grenzen führten während mehr als einem Jahrhundert zu Konflikten zwischen den Städten Madrid und Segovia, die Alfons X. von Kastilien dadurch beendete, dass er das Gebiet der Krone einverleibte. Dieses weitläufige Gebiet erhielt den Namen el Real de Manzanares und umfasste Dörfer wie Colmenar Viejo, Soto del Real, Hoyo de Manzanares, Miraflores de la Sierra, Navacerrada, Guadalix etc.

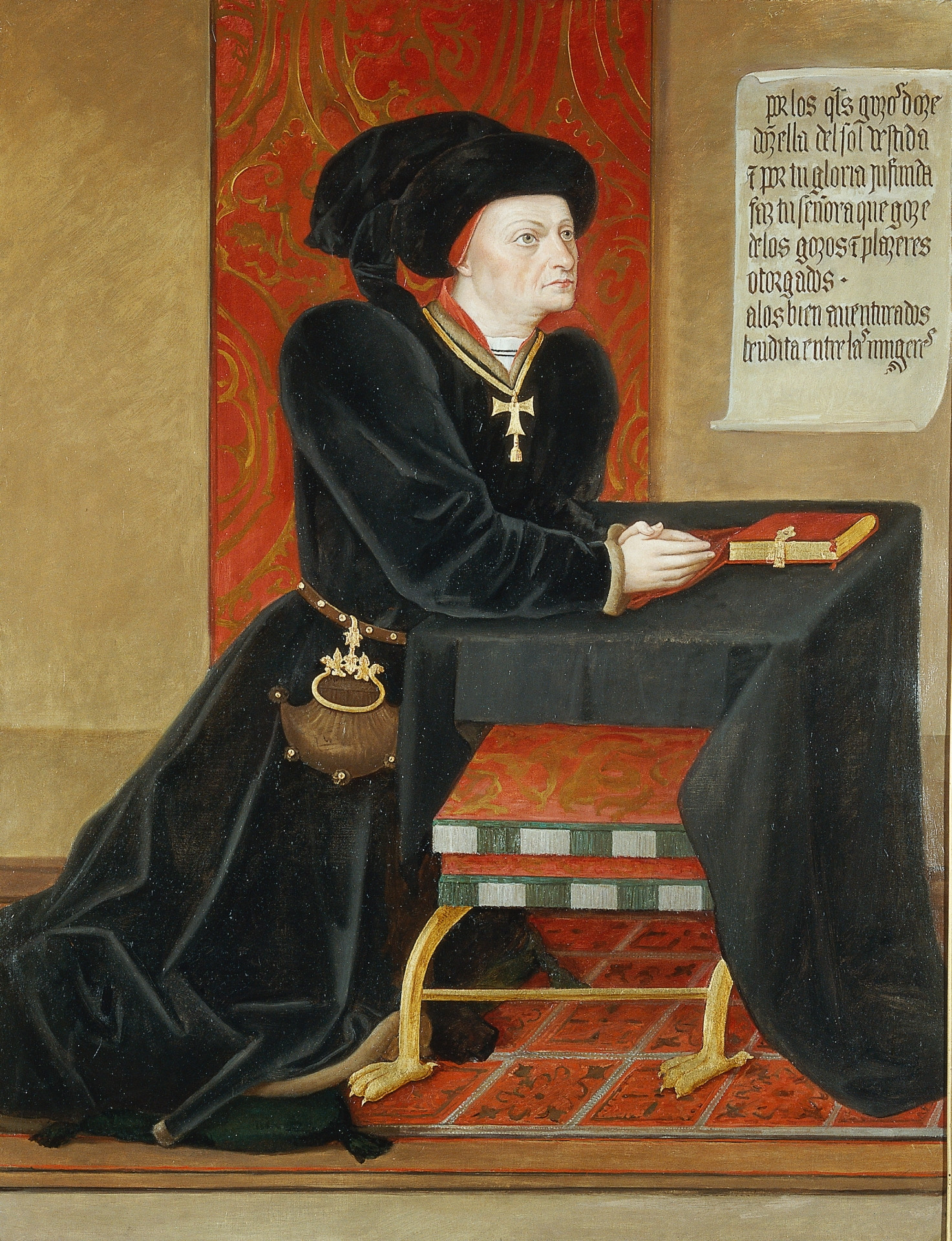
Iñigo López de Mendoza

Juan I. von Kastilien überschrieb das Gebiet seinem Hofmeister Pedro González de Mendoza (1340–1385). Dessen zweitem Sohn Iñigo López de Mendoza (1398–1458) wurde später der Titel Graf von el Real de Manzanares verliehen.
In den folgenden Jahrhunderten wuchs die Bevölkerung von Colmenar Viejo an und am 22. November 1504 wurde es rechtlich unabhängig von Manzanares. Der größte Teil der Bevölkerung waren Bauern und die Entwicklung des Ortes kam ins Stocken. Dies änderte sich ab Mitte des 19. Jahrhunderts. Eine Stierkampfarena (damals ein Symbol der Modernität) wurde gebaut, eine Landstraße verband nun die Kleinstadt mit Manzanares und Fuencaral, Telegrafenleitungen wurden verlegt und ein täglicher Postdienst eingerichtet. Am 30. Mai 1911 erreichte der erste Zug vom Madrider Bahnhof Chamartín die Stadt.

## Politik
Einführungsartikel: Politische Parteien in Spanien

### Gemeinderat
| Gemeindewahlen  | 1987 | 1991 | 1995 | 1999 | 2001 | 2007 |
| --------------- | ---- | ---- | ---- | ---- | ---- | ---- |
| Izquierda Unida | 0    | 1    | 4    | 4    | 3    | 3    |
| Partido Popular | 7    | 11   | 10   | 11   | 11   | 11   |
| PSOE            | 8    | 8    | 7    | 6    | 7    | 7    |
| andere          | 6    | 1    | 0    | 0    | 0    | 0    |
| total           | 21   | 21   | 21   | 21   | 21   | 21   |

### Bürgermeister
Bürgermeister (alcalde) ist seit 2016 Jorge García der Volkspartei (Partido Popular).

## Kultur und Sehenswürdigkeiten

### Naturdenkmäler
Das UNESCO-Biosphärenreservat Cuenca Alta del Río Manzanares mit seinen 101.300 ha grenzt im Westen und Süden an das Gebiet der Gemeinde. Dieser Naturpark, der von der bis zu 2.300 m hohen Gebirgskette der Sierra de Guadarrama bis an die Stadtgrenze Madrids reicht, ist auch die Heimat von Gänsegeier und Wanderfalke. Es gibt keine Zugangsbeschränkungen zum Park.

### Stadtfeste
- Das Fest der „Vaquilla“ am 2. Februar
- Das Fest „La Maya“ am 2. Mai
- Die Feiern der Schutzpatronin „Nuestra Señora de los Remedios“ am letzten ganzen Wochenende im August
- Der Tag von Colmenar Viejo am 22. November, zum Gedenken der Verleihung der Stadtrechte durch Fernando el Católico

## Wirtschaft und Infrastruktur
Ein bedeutendes Unternehmen mit Sitz in Colmenar Viejo ist das börsennotierte Pharmazieunternehmen Pharma Mar.

### Verkehr
Colmenar Viejo ist über die zweispurige richtungsgetrennte Autostraße M-607 mit Tres Cantos und der Stadt Madrid verbunden. Die Linie C-4 der Cercanías Madrid (das S-Bahn-System) beginnt in Colmenar Viejo und führt ebenfalls über Tres Cantos und die großen Fernbahnhöfe Chamartín und Atocha bis Puerta del Sol.

### Militärflugplatz

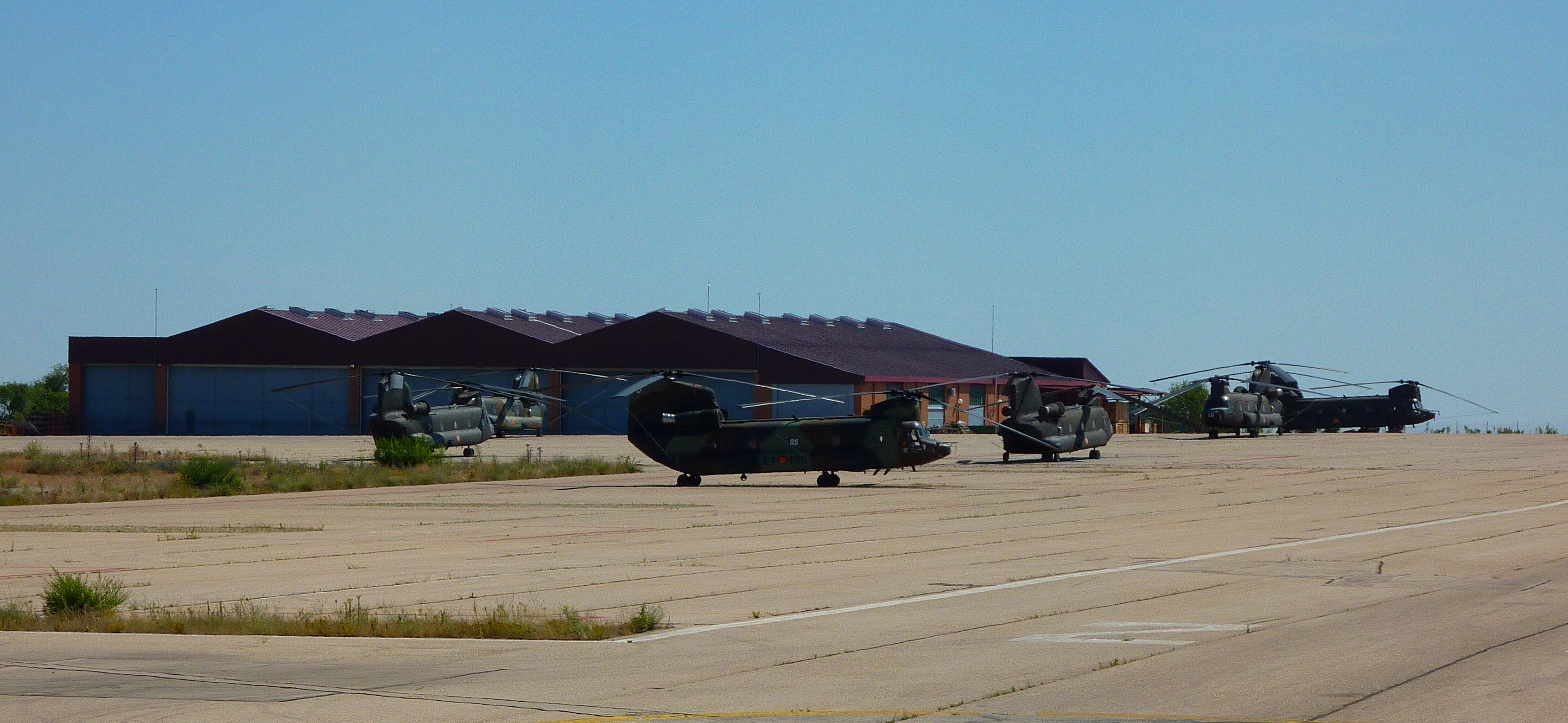
Chinooks, Basis "Coronel Maté", 2009

Im Norden des Stadtgebietes befindet sich ein kleinerer Militärflugplatz der spanischen Heeresflieger (Fuerzas Aeromóviles del Ejército de Tierra (FAMET)), die Base Colmenar Viejo.
Neben den Chinook Hubschraubern des Batallón de Helicópteros de Transporte núm. V (BHELTRA V), bis 2024 in der "Delta"-Version und seit 2022 die "Foxtrott", sind auf dem Gelände einige weitere fliegende und nichtfliegende Verbände stationiert.
Der Standort ist somit der größte der spanischen Heeresflieger.

## Persönlichkeiten
- Eva Nogales (* 1965), spanisch-amerikanische Biophysikerin und Hochschullehrerin